# Let It Down
«Let It Down» es una canción del músico británico George Harrison publicada en el álbum de estudio All Things Must Pass. Es reconocida como un extremo de la influencia que el productor musical Phil Spector tuvo en el sonido del álbum, así como una de las composiciones de Harrison que no encontraron cabida en The Beatles y que afloraron en su primer trabajo en solitario tras la separación del grupo.
Una versión diferente y en acústico de «Let It Down» fue publicada en la reedición de All Things Must Pass en 2001 como tema extra.

## Personal
- George Harrison: voz, guitarra eléctrica, guitarra slide y coros.
- Eric Clapton: guitarra eléctrica y coros.
- Bobby Whitlock: órgano y coros.
- Billy Preston: piano
- Carl Radle: bajo
- Jim Gordon: batería
- Bobby Keys: saxofón
- Jim Price: trompeta, trombón y arreglos.
- John Barham: orquestación